# Мария Златарева
Мария Стоянова Шехинова по мъж Златарева е българска учителка и общественичка.

## Биография
Родена е на 30 ноември 1877 година в Неврокоп, тогава в Османската империя, днес Гоце Делчев, България, в семейството на българския общественик Стоян Шехинов и съпругата му Елена. Учи в Солунската българска девическа гимназия. След завършването си е назначена за българска учителка в Крива паланка, където се бори с ширещата се сръбска пропаганда. Преподава в Крива паланка три години като организира и образователни курсове за възрастни. От 1896 до 1898 година е учителка в родния си Неврокоп в училището „Св. св. Кирил и Методий“. Там тя се жени и приема фамилното име Златарева. В периода 1898 - 1910 година е домакин и отглежда четирите си деца, но след като съпругът ѝ умира отново става учителка. В учебната 1910/1911 година учителства в Якоруда, а в следната учебна 1911/1912 година - в Зърнево. През Балканските войни е учителка в Кочан. От 1913 до 1915 година преподава в село Добротино, а от 1915 до 1922 година - в Мусомище.По време на Първата световна война организира подпомагането на войнишките семейства. От 1922 до 1933 година отново преподава в „Св. св. Кирил и Методий“ в Неврокоп.